# إسبربنتو
بالرغم من أن استخدام مصطلح «الإسبربنو» ليس مقتصراً علي رامون ماريا ديل بايي إنكلان إلا أن هذا المصطلح استخدم في تعريف الأعماله الأدبية التي كتبت بدايةً من عام 1920 في المسرح والرواية، وقد استخدم هذا المصطلح قبل ظهوره في القواميس، كما لم يعرف أصله في علم الاشتقاق. فيما بعد، وكما يشار في العديد من المناسبات أن الإسبربنتو ليس مصطلحاً أُنتقل من الإطار الأدبي إلى المحيط العام، بل إن ما حدث هو العكس، حيث أن رامون ماريا ديل بايي إنكلان والذي كان أديباً مبدعاُ قام باستخلاص هذا المصطلح من التراث العام لكي يقدم مفهوماً لأعماله الأدبية واضعاً لها مسمي محدداً ومنفرداً. في بادئ الأمر تم قبول وتعميم هذا المصطلح في النقد الأدبي، وفيما بعد تم تعميمه بين قراء رواياته ومشاهدي أعماله المسرحية، وفي النهاية تم تبنيه في استخدامات مجتمعية كثيرة والتي كان من شأنها استدعاء الأعمال الأدبية لهذا الكاتب.

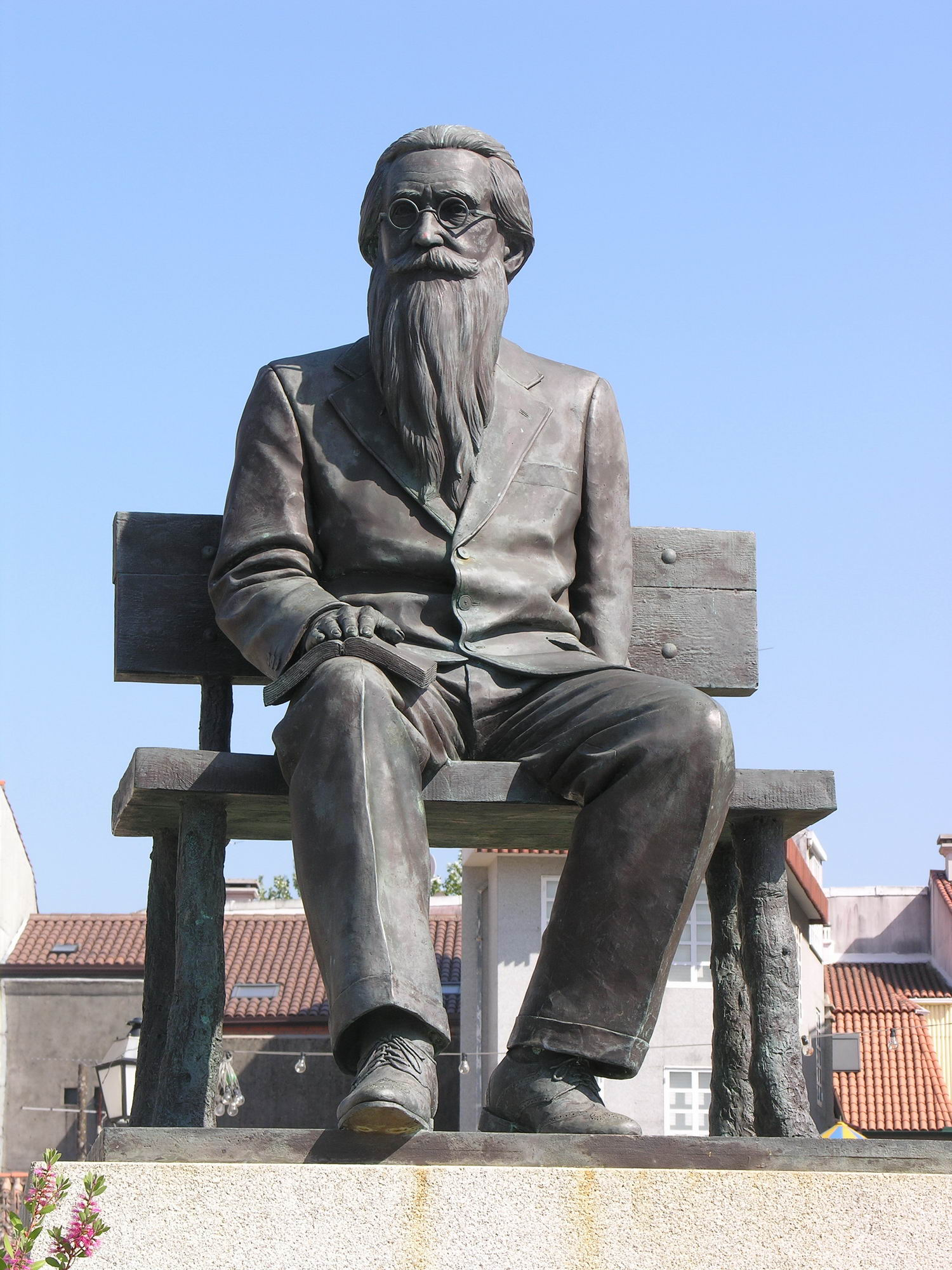
صورة للكاتب الروائي والمسرحي رامون ماريا ديل بايي إنكلان

ظهر مصطلح الإسبربنتو لأول مرة في النسخة الرابعة عشر من قاموس اللغة الإسبانية DRAE لعام 1914 والذي يحوي المعني الأول والثالث اللذيين سيشار إليهما فيما بعد، أما عن المعني الثاني فقد ظهر لأول مرة في ملحق النسخة التاسعة عشر من القاموس في عام 1965، وتم تعريف الإسبربنتو بأنه نوع أدبي تم ابتكاره علي يد بايي انكلان والذي يقوم من خلاله بتشويه منظم مشحوناً بملامح غريبة الشكل أو قبيحة علي نحو مضحك وغير منطقي للحياة الواقعية، وفيه يحط من شأن القيم الأدبية المقدسة، وعلي المستوي الفني فانه يبجل اللغة العامية والوقحة والذي يكثر بها التعبيرات الفظة والخشنة وقد تم الأخذ بالعمل بهذا التعريف حتي النسخة الأخيرة من قاموس اللغة الإسبانية حيث أُزيح منها التلميح إلى «القيم الأدبية المقدسة»

## التعريفات
وفقا للتعريف المُعطي من قبل النسخة السارية من قاموس اللغة الإسبانية DRAEالخاص بالأكاديمية الملكية الإسبانية:
1. فعل تغير الشكل وتقبيحه علي نحو مضحك أو غير مناسب.
2. صنف أدبي ابتكره رامون ماريا ديل بايي إنكلان وهو كاتب إسباني ينتمي إلى جيل 98، والذي يقوم فيه بتشويه مصحوباً بملامح غريبة الشكل للحياة الواقعية، مطوعاً اللغة الشعبية والغير منطقية إلى تركيبة شخصية خاصة.
3. بالعامية، شخص أو شيء معروفاً بقبحه وبشاعته ومظهره السيء.

كما ظهرت أيضا "صفة الإسبربنتوesperpéntico لأول مرة في النسخة التاسعة عشر من القاموس الإسباني عام 1970 بنفس التعريف الموجود في النسخة الحالية

### صفة الإسبربنتو
1. صفة منتمية أو متعلقة بالإسبربنتو (مُشوه).
2. صفة، قول لغوي أو أسلوبي أو ذو سمات أخري مختص بمستخدمي الإسبربنتو، أو يوظف من قبل الكُتاب الذين يستخدمونه أثناء كتابتهم.

كان التشوية القبيح مع السخرية، المستخدم من قبل بايي انكلان في أعماله المسرحية في خدمة نية مستترة ألا وهي انتقاد المجتمع وخاصةً المجتمع الإسباني في ذلك الوقت. وعلي الرغم من ذلك فاِن استنتاج تعريف الإسبربنتو كان شائعاً في فترات وأماكن أخري، وقد أدى ذلك اِلي ظهور مصطلحات جديدة مشتقة من كلمة إسبربنتو مثل تيار الإسبربنتو والفعل من كلمة إسبربنتو وقد وضعت الكلمتين في قاموس اللغة الإسبانية، نسخة رقم 22، عام 2001، وجاء تعريفهم كالاّتي:

### تيار الإسبربنتو
- اتجاه لصياغة روية مشوهة ومضحكة للحياة الواقعية في العمل الفني.
- تأثير فعل الإسبربنتو (تشوية).
- الفعل من كلمة إسبربنتو (يشوه) وهو تحويل أي من مظاهر الواقع لشئ مشوه.

### الإسبربنتو كنوع أدبي لبايي انكلان

#### استعارة المرايا التي تقوم بتشوية من يقف أمامها
الإسبربنتو كنوع أدبي ودرامي أصلي، ظهر عام 1920 بعمل يسمي أضواء بوهيمية (بالإسبانية: Luces de bohemia)‏. استعارة مفهوم هذا النوع الأدبي الجديد كانت من موقع حقيقي، حيث كانت تتواجد في ذلك الحين تجارة الحديد في مدريد، شارع ألبريس جاتو (زقاق القطالخاص بأضواء بوهيمية، والذي كان من أهم سماته واجهته الدعائية حيث كانت توجد مراّة مقعرة وأخري محدبة واللاّئي يقمن بتشوية كل من يقف أمامهم، وقد تحول هذا إلى نوع من التسلية في هذا العصر، وسوف يستخدمه بايي انكلان كاستعارة مصحوبة للديكور المسرحي، وفي كتابة النثر. وهكذا من الممكن أن يصبح تشوية الواقع ممتع ومسلي وهو ما حدث فعلياً للماريين أمام المراّة. لكن من الممكن أيضاً أن يتحول إلى شيء اّخر، إلى مراّة مجتمعية، إلى انتقاد، أو إلى تشوية مبالغ للواقع، والذي يعيد الصورة الحقيقة التي يُبحث عنها حين يُنظر إلى المراّة.

#### الإسبربنتو وفقاً لبايي انكلان
النص الذي يعد أساسياً وقريباً من الموضوع، هي المحادثة التي أُجريت بين ماكس أستريياودون لاتينوفي المشهد الثاني عشر من مسرحية أضواء بوهيمية عندما أعلن دون ماكس قائلاً «الأبطال الكلاسيكين، المنعكسة صورتهم في المراّة المقعرة هم يقومون بفعل التشوية.  الحس التراجيدي والمأسوي بالحياة الواقعية الإسبانية لا يمكن أن يظهر إلا بتشوية الجماليات بشكل منهجي.   [.  .  .  ]الصور الأكثر جمالاً في المراّة المقعرة تظهر  كصور سخيفة.  [.  .  .  ] يتلاشى التشوية عندما يخضع لعملية رياضية دقيقة،  وعلم الجمال الخاص بي هو تحويل القواعد الكلاسيكية من المراّة المقعرة باستخدام الرياضيات».
وتستطيع أن تلاحظ أن فكرة الإسبربنتو مرتبطة بالإدراك الحسي لدي المؤلف والذي يقترب من الخلط بين العظمة والقبح المضحك الذي يعتبره بايي انكلان سمة خاصة بالمجتمع الإسباني. هذا النمط من رؤية الواقع قام بتوظيفه في كل أعماله منذ ذلك الوقت مثلما يوجد في الثلاثية الخاصة بالإسبربنتو والمُجمّعة في «مارتس دي كارنبال» والتي تحوي الأعمال التالية: بنة القبطان وزينة الميت وقرون دون فريوليرا.
الإسبربنتو ليس فقط إسلوب أو تقنية مسرحية، بل إنه أيضاً طريقة شِعربة؛ بمعنى أنه يعد شكلاً من أشكال الإبداع الذي يكمن في إعادة التعامل مع أشخاص وأحداث بطريقة معينة، وذلك وفقاً لتعليق بايي انكلان في واحدة من المحاداثات التي أجريت مع «جريجوريو مارتينيس سيرارا»، والتي أعيد نسخها في صحيفة ABC في 7ديسمبر عام 1928 حيث قال«هناك ثلاث روئ مختلفة حول النظر إلى العالم، سواء فنيناً أو جمالياً؛ أن تكون راكعاً علي ركبتيك، أو واقفاً علي قدميك، أو طائراً في الهواء. الرؤية الأولي تجعلك تري الأشخاص والأحداث كما لو كانوا في موضع أعلي منك. الثانية تكون بالنظر إليهم كما لو كانو مثلنا، وذلك مثلما يحدث في مسرح شكسبير. أما عن الثالثة، فهي أن تري العالم من مكانة عالية وذلك يجعل الأشخاص داخل العمل في مكانة أقل من المؤلف، مع شيء من السخرية. تتحول الآلهة إلى شخصيات هزلية. وتعد الرؤية الأخيرة ذات طابع إسباني صميم، رؤية خلّاقة، لا تؤمن بأي طريقة مصنوعة من الطين كالدّمي. ويشير بايي انكلان أن الإسبربنتو-مثلما يراهه هو-لدية سوابق فنية وجمالية في أدب فرانثيسكو دي كيفيدوو، وفي رسوم فرانثيسكو غويا. وهذا الاعتبار هو ما دفعني لكي أقوم بعمل تغير في كتابة أدبي، وكتابة الإسبربنتو، وهو الصنف الأدبي الذي قمت أنا بتعميمه باسم» إسبربنتو". وأضاف شارحاً إحدي شخصيات عمله المسرحي أضواء بوهيمية، إن عالم الإسبربنتو يُظهر الأبطال القدامي كما لو كانوا مشوهين بشكل قبيح ومضحك عن طريق المرآة المقعرة الموجودة بالشارع، ولكنه ذو دقة هندسية بالغة، وهذه الكائنات المشوهه هم الأبطال المدعوون إلى تمثيل أسطورة كلاسيكية ليست مشوهه، كما يظهرون هم بصورة أقزام ذات سيقان معوجة، وتقوم بتقديم عمل تراجيدي محزن، ومن هذا المنطلق قمت بعمل "تيرانو بانديراس«و» الرويدو ايبيريكو.

## سمات الإسبربنتو كنوع من الأدب المسرحي

### بعض مميزات الإسبربنتو
استخدام الأسلوب القبيح والمضحك كشكل من أشكال التعبير عن طريق: الحط من شأن الشخصيات والتقليل من شأنهم حتي جعلهم كالدمي المتحركة. 
- حيونة أو الدمج بين الإنسان والحيوان.
- جعل اللغة العامية لغة أدبية وتدريجياً ستستثمر كل تشابة بين نص واّخر.
- سوء استخدام الضاد.
- الخلط بين العالم الواقعي والكابوس أو العالم الخيالي.
- تشوية المنظر الخارجي.
- تشوية الواقع بصورة منظمة: ظهور سخرية ورسوم هزلية للواقع.
- المعني العميق، النصف شفاف والمحمل بالنقد ونية الهجاء والذي يشكل الهدف الأخلاقي الأصلي.
- وجود الموت كشخصية أساسية.

هذه التقنية في كتابة المسرح، جعلت من بايي انكلان نموذج سبّاق في فن التصوير السنيمائي بفضل التغير المستمر في المشاهد وأيضاً كثرة القصص خلال تطوير العمل، والذي تنتهي في النهاية بالتضارب. واحدة من أهم الانعكاسات التي يتركها الإبداع الخاص بالإسبربنتو هو أن يتطرق إلى صورة مشوهه للواقع، أو إلى صورة حقيقة للحياة المعيوبة. ويؤثر الإسبربنتو علي البيئات والأشخاص؛
- البيئات: مثل التأثير علي خشبة المسرح المسيطرة، في هذه الحالة تكون خشبة المسرح مثل الحانات، بيوت الدعارة، أماكن تجمع معدومي الحال، دواخل البائسين، أو شوارع مدريد الغير آمنة.
- أما بالنسبة للأشخاص، فأثناء العمل المسرحي يتجول السكاري، والعاهرات، والمحتالين، وقطاع الطرق، والفنانين الفاشلين، والبوهيمين، ويُقدَّمون كدمي متحركة بدون إرادة، كالحيوانات، والأشخاص الوضيعيين.